# Marie Laeng-Stucki
Marie Laeng-Stucki (geboren als Marie Stucki am 30. Juli 1905 in Signau, Kanton Bern; gestorben am 27. August 1974 in Genf) war eine Schweizer Unternehmerin in der Phonoindustrie. Gemeinsam mit ihrem Mann Fritz Laeng gründete sie die Lenco AG Burgdorf, eine Fabrik, die auf Plattenspieler und Spritzgussteile spezialisiert war und die Schweizer Phonoindustrie zwischen 1945 und 1974 prägte.

## Leben und Wirken
Marie Stucki wuchs ohne Vater auf, der vor ihrer Geburt gestorben war. Ihre Mutter verstarb, als Marie sieben Jahre alt war. Anschließend kam sie, getrennt von ihrem Bruder, in ein Pflegeheim, in dem sie Gewalt erlebte, aber auch eine Grundschulausbildung erhielt. Nach Beendigung ihrer Pflichtschulzeit ging sie nach Italien, wo sie als Haushälterin und Sekretärin in Hotels in Florenz und Neapel tätig war. Mit 22 Jahren kehrte sie in die Schweiz zurück und nahm eine Stelle im Hotel Wächter in Bern an.
Hier lernte sie den Elektriker und Fotografen Fritz Laeng kennen, der ein kleines Radiogeschäft in Burgdorf nordöstlich von Bern führte. 1929 heirateten sie. Die gemeinsame Leidenschaft für Radiotechnik und Plattenspieler war entscheidend dafür, dass Marie Laeng-Stucki fortan zur unternehmerischen Partnerin für ihren Mann wurde und am Aufbau und Erfolg der Firma mitwirkte. Das Führen des Ladens und der Werkstatt gehörte zu ihren Hauptaufgaben. Während des Krieges 1939–1945 war Fritz Laeng beim Militär. Marie Laeng-Stucki führte die Geschäfte der Firma alleine.
1946 gründeten Marie Laeng-Stucki und ihr Mann mit dem Radiotechniker Bruno Grütter die Lenco AG Burgdorf, eine Fabrik für Plattenspieler und Spritzgussteile. Der Name Lenco ist Marie Laeng-Stuckis Idee, er besteht aus Teilen des Familiennamens.
Marie Laeng-Stucki regte die Weiterentwicklung von Modellreihen an und inspirierte neue Allianzen für den Vertrieb der Produkte. In einem Geniestreich fädelte sie einen Exklusivvertrag zur Lieferung von Plattenspielern ab 1953 an die Migros-Tochter und Buchsparte Ex Libris mit deren damaliger Leiterin Elsa Gasser ein. Von anfänglich 1.000 Plattenspielern waren nach vier Jahren bereits 50.000 geliefert. Ab 1955 entwickelte die Firma einen einfachen und preiswerten Plattenspieler, der unter dem Namen Ex Libris Junior zu einem attraktiven Preis vermarktet wurde. Marie Laeng-Stucki hatte somit die Zukunft der Firma für einen längeren Zeitraum gesichert.
Marie Laeng-Stucki inspirierte unter anderem den Bau mehrerer Produktionsstandorte der Firma in Steg im Wallis und in Osimo (Italien).
Marie Laeng-Stucki war zeitlebens bestrebt, den sozialen Fortschritt innerhalb und außerhalb ihres Unternehmens zu fördern. Beispielsweise gründete sie eine Einrichtung zur Unterstützung benachteiligter Kinder.
Als Leiterin eines multinationalen Unternehmens mit mehr als 1.300 Mitarbeiterinnen und Mitarbeitern war sie zu einer der „mächtigsten Unternehmerinnen der Schweiz geworden“, wie Joseph Tardellas in seinem Buch Le son suisse. Une excellence mondiale schreibt.
Bis zu ihrem Tod arbeitete Marie Laeng-Stocki in der gemeinsam mit ihrem Mann geführten Firma. Sie war Mutter von vier Kindern, wobei zwei bereits bei der Geburt gestorben sind.

## Ehrung
Die berufsbildende höhere Schule in Osimo (Istituto di Istruzione Superiore) trägt  den Namen I.I.S. Laeng.